# نبردناو کلاس لاین
نبردناو کلاس لاین (به انگلیسی: Lion-class battleship) یک کلاس از کشتی است که طول آن ۷۹۳ فوت (۲۴۱٫۷ متر) می‌باشد.